# 機関砲標的装置(A/A37U-36)

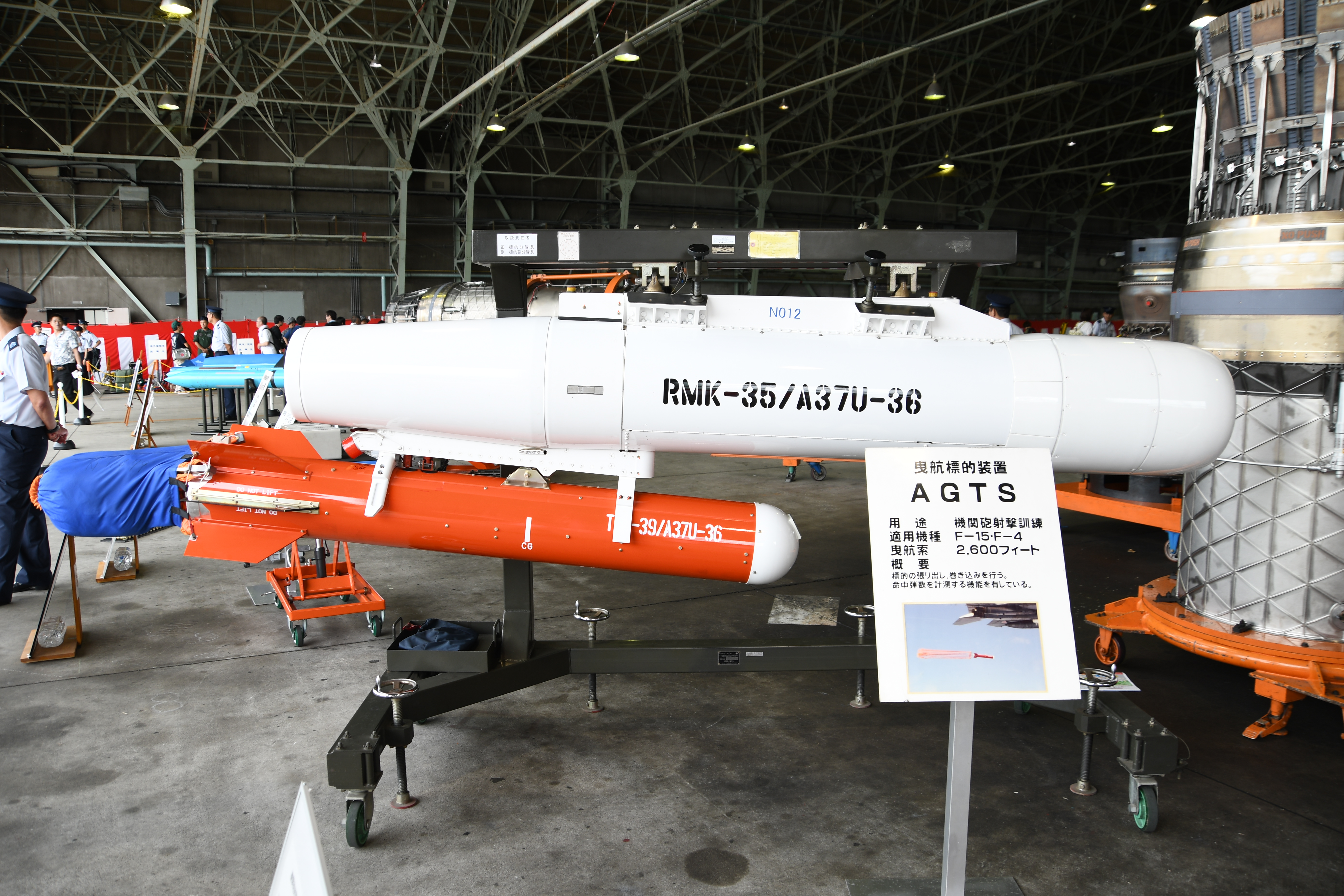
標的曳航装置(RMK-35/A37U-36)に曳航標的(TDK-39/A37U-36)が装着されている。射撃訓練機の射撃対象は曳航標的後部のVisual Augmenter Sleeve（青いデプロイメントバックに収納されている）になる。

機関砲標的装置 (A/A37U-36)（きかんほうひょうてきそうち (A/A37U-36)）は、アメリカ合衆国のメギット・ディフェンス・システムズ(旧 サウスウエスト・エアロスペース)が開発した曳航式の空対空機関砲射撃訓練装置である。Aerial Gunnery Target Systemの略称からAGTS-36とも呼ばれる。
アメリカ及び各国で使用され、日本の航空自衛隊でもF-15Jに搭載されて運用されている。また、兄弟機のRM-30A標的曳航装置は海上自衛隊で艦砲の対空射撃訓練用として運用されている。

## 概要
従来使用されていたTDU-19B ダートターゲットは射撃訓練機ごとに色違いのペイント弾でダート標的を射撃していたが、ダート標的を地上へ投棄後に回収してからでないと有効弾の確認が行えなかったために大変非効率であった。本装置では曳航標的に射撃評価装置（英語: Doppler Radar Scoring、略称RADOPS）を装備して曳航母機側でリアルタイムで有効弾を確認出来るようになり、訓練効率が大幅に向上した。

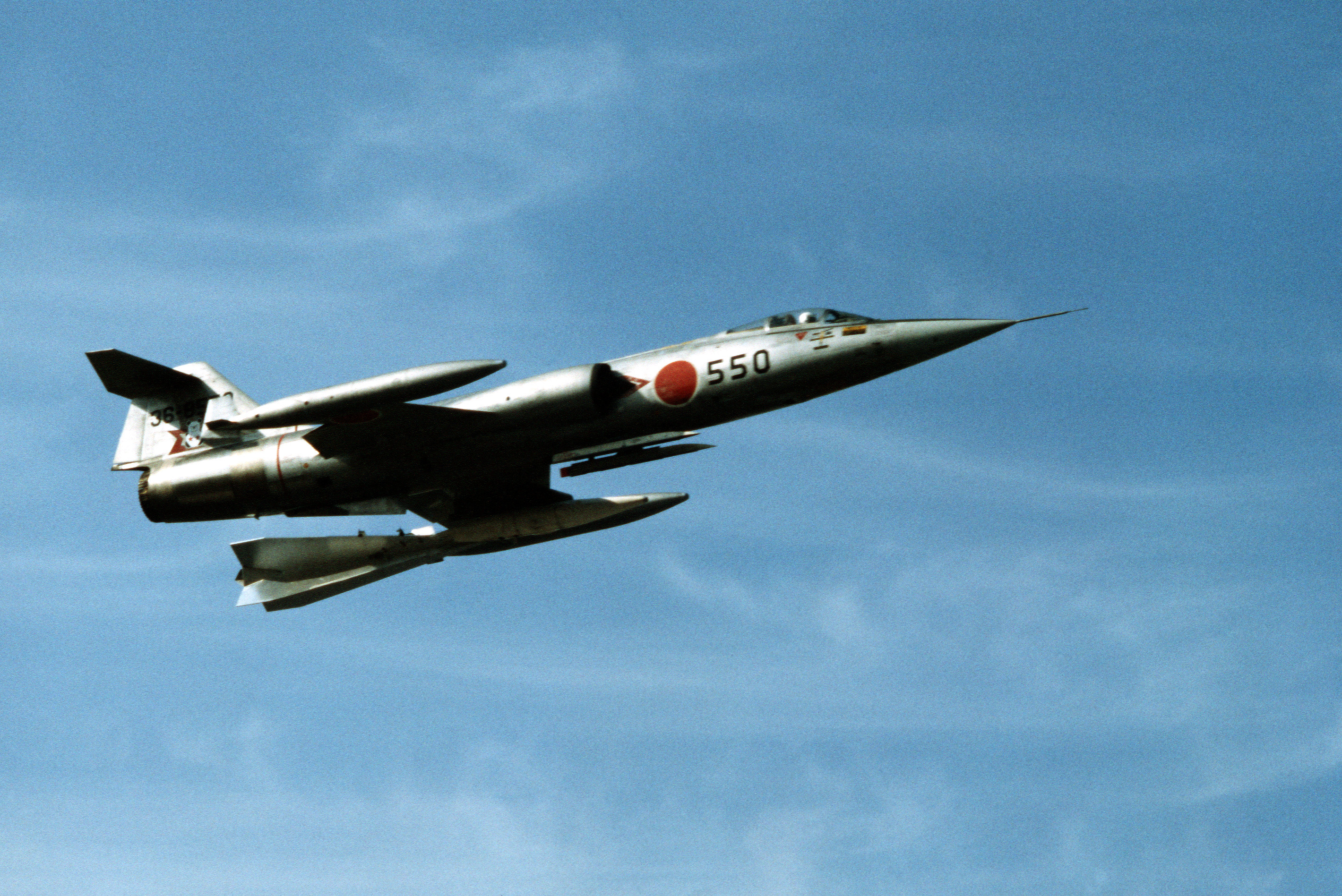
ダートターゲットを搭載した航空自衛隊のF-104J

使用ユーザーはアメリカではアメリカ空軍および空軍州兵、アメリカ以外では日本、大韓民国、台湾（RM-30Bにて使用）等の各国空軍で使用されている。なお、日本では日本飛行機でライセンス生産されている。
運用が認証された機体はF-4、F-5、F-15及びF-16並びにそれらの派生機となっている。ただし、F-16の派生機である日本のF-2では機体とのクリアランスの関係で搭載不可とされており運用されていない。

## 主な機能
機関砲標的装置 (A/A37U-36)の主な機能は以下のとおり。
- RADOPSによるリアルタイムスコアリングシステム
- 射撃訓練機に対して速やかに射撃結果を提供可能
- 2ウェイのリーリングシステムにより回収と再使用可能な曳航標的
- 搭載母機への導入は大幅な改修が不要
- 冗長化された曳航索カッター
- シンプルなサポート機器とメンテナンス、ターンアラウンド手順
- 全世界で使用可能とするために米国軍用規格へ準拠し、認定を取得済

## 構成
機関砲標的装置 (A/A37U-36)は以下の主要なサブシステムで構成される。
| システム名                                           | 内容 |
| ---------------------------------------------------- | --- |
| TOWREEL（標的曳航装置）                              | RMK-35/A37U-36 TOW TARGET TOW REEL MACHINE                                                                    |
| Target Set（曳航標的）                               | - TDK-39/A37U-36 AERIAL TOWED TARGET GROUP FOREBODY（曳航体） - Visual Augmenter Sleeve（視認性拡大スリーブ） |
| Cockpit Control Display（コクピット制御/表示パネル） | コクピット内にある制御/表示パネル。ここに有効弾と索長または索のテンションがデジタル表示される。               |
| Peculiar Support Equipment（専用サポート機器）       | フライトライン・テストセット等                                                                                |
| Depot Support Equipment（デポ用サポート機器）        | 整備で使用される機能診断装置等                                                                                |

## 運用性能
機関砲標的装置 (A/A37U-36)の運用性能は以下のとおり。
- 搭載母機運用範囲:高度40,000 ft、速度マッハ0.9、最大機動6 G
- 標的展張可能範囲:高度1,000 ftから25,000 ft、速度 230 – 250 KCAS
- 標的巻き取り可能範囲:高度1,000 ftから25,000 ft、速度 230 – 250 KCAS
- 計測可能な機関砲弾: 20 – 30 mm弾、毎分7,200発[4]

## 運用手順
1. 訓練空域において搭載母機パイロットがコクピットコントロール(制御/表示パネル)でPOWERスイッチを入れてシステムへ通電し、IN/STOP/OUTスイッチをOUTへ操作する。
2. IN/STOP/OUTスイッチがOUTになると曳航標的のVisual Augmenter Sleeveを包むデプロイメントバックのバックタイがカッターによって機械的に切断され、デプロイメントバックを風圧で吹き飛ばし、デプロイ/リリースメカニズムにより全長約30ftのVisual Augmenter Sleeveが開傘する。
3. 上記の動作の２秒後に空気圧によりブレーキが解除され、ラムエアタービンのベントドアが開いてタービンの動力により曳航標的の展張が開始される。
4. 曳航標的が標的曳航装置から離れると、上部にあるバッテリースイッチが通電し、標的後部のRFアンテナから3ギガヘルツ帯のパルス波が送信され、曳航標的後方に上底10ft、下底25ft、長さ30ftの円錐形のスコアリングゾーンを生成する。
5. 曳航標的が曳航母機から2,000ftほど展張したら自動停止する。なお、制御/表示パネルで展張された曳航索の長さ又は索張力をデジタル表示でモニター出来る。曳航索の長さは磁気センサーで計測される。
6. 展張が自動停止したら、制御/表示パネルのスコア表示が000となる。その後、IN/STOP/OUTスイッチをSTOP位置にする。これによりベントドアが閉じてタービンの回転が止まり、リールがブレーキで固定される。
7. 射撃訓練機が曳航標的後部のVisual Augmenter Sleeveを狙って機関砲射撃を行う[注 2]。
8. 射撃実施中は制御/表示パネルで索張力を常にモニターする。これにより、曳航標的（FOREBODY）への被弾や曳航索の切断を把握する。
9. 発射された訓練弾が曳航標的後方のスコアリングゾーンを通過すると、そのドップラー反射波をRFアンテナが捉えて、受信したデータを曳航標的頭部のテレメトリー・アンテナから3ギガヘルツ帯の送信波で標的曳航装置へ送る。
10. 標的曳航装置はレシーバーアンテナでデータを受信すると内部のシグナルプロセッサー装置で受信内容を解析し、有効弾の弾数をコクピット制御/表示パネルへ送信してデジタルで表示する。
11. 続いて訓練する際は、コクピット制御/表示パネルのリセットボタンを押下してスコア表示を0に戻す。
12. 訓練が終了したら、BDAチェック（訓練終了後に編隊内相互で行う機体外部の目視点検）により曳航標的の確認を行い、回収可能な場合はコクピット制御/表示パネルのIN/STOP/OUTスイッチをINへ操作して曳航標的の巻き戻しを開始する。なお、曳航標的が機体の100ft内にある場合は機動してはならない。
13. 曳航標的の回収が不可能と判断した場合（Visual Augmenter Sleeveが既に失われている場合など）は制御/表示パネルにあるカバーに覆われたCUTスイッチを操作し、曳航索を切断して曳航標的を投棄する。曳航索の切断はカッター内のJMK23又はMK23 mod0インパルスカートリッジの発火により行う。
14. 曳航標的が標的曳航装置に収容されると、曳航標的内部のデプロイ/リリースメカニズムによりVisual Augmenter Sleeveが投棄される[注 3]。また、曳航標的上部のバッテリースイッチが標的曳航装置のランチャー部と接触することにより電源が停止する。
15. 曳航標的が収容され、曳航索のリールのブレーキ（スプリング作動で外部から解放されない限り作動する）でロックされると、コクピット制御/表示パネルのIN/LOCKライトが点灯する。
16. 搭載母機パイロットはIN/STOP/OUTスイッチを中間のSTOP位置へ操作し、10秒以上経過したら（ベントドアが閉じる時間を待つため）POWERスイッチをOFFにして本装置を停止する。

## 画像

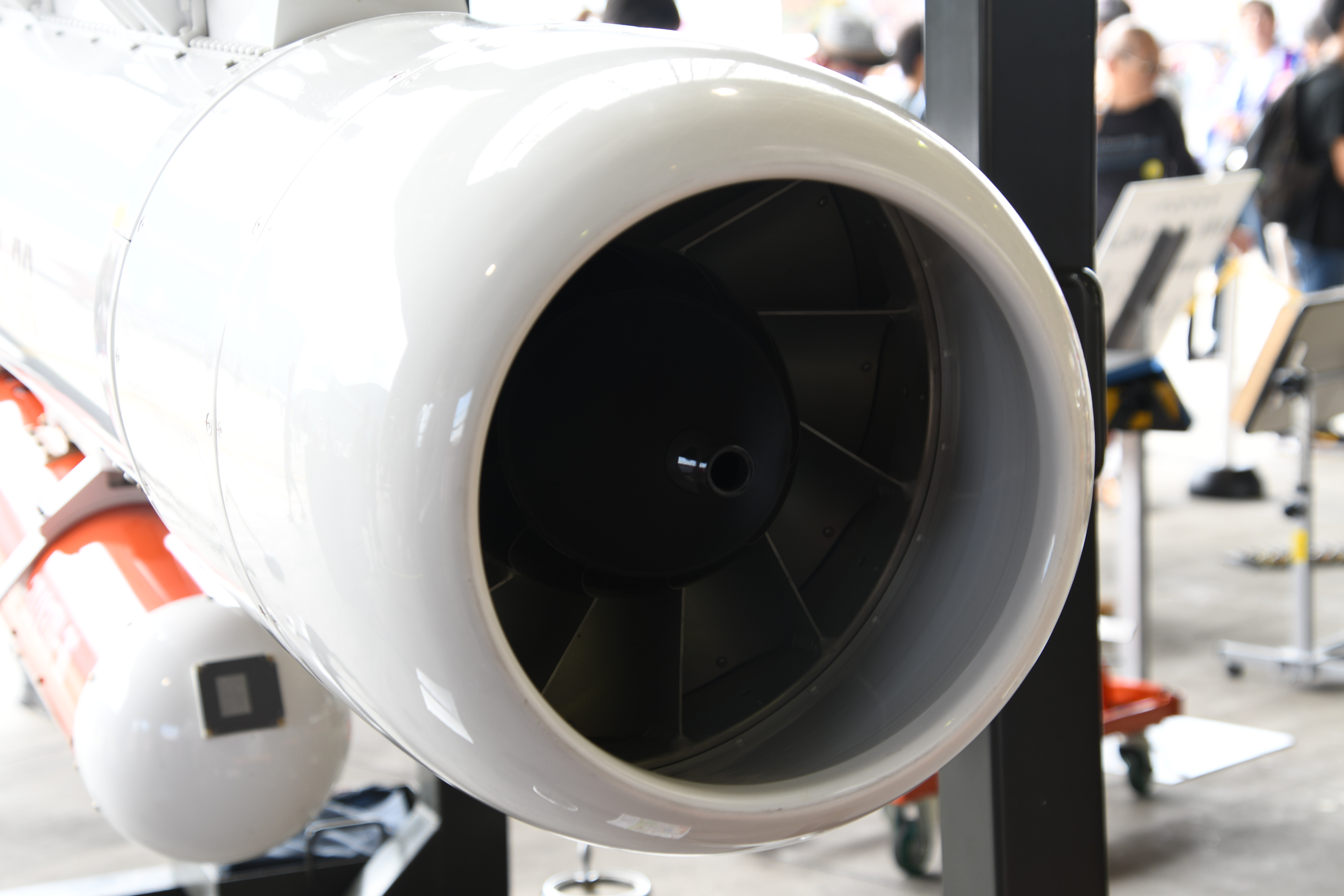
標的曳航装置のラムエアタービンが確認出来る。タービン後方にはベントドアがある（この写真では閉じている）。また、曳航標的頭部の正方形のアンテナはテレメトリー・トランスミッターアンテナである。ここから標的曳航装置に対して、曳航標的のRFアンテナ（標的後部にある黒い水平翼の物）が受信した射撃データを送信し、標的曳航装置内のシグナルプロセッサーユニットで解析され、コクピット内のコクピット制御/表示パネルへ結果が表示される。
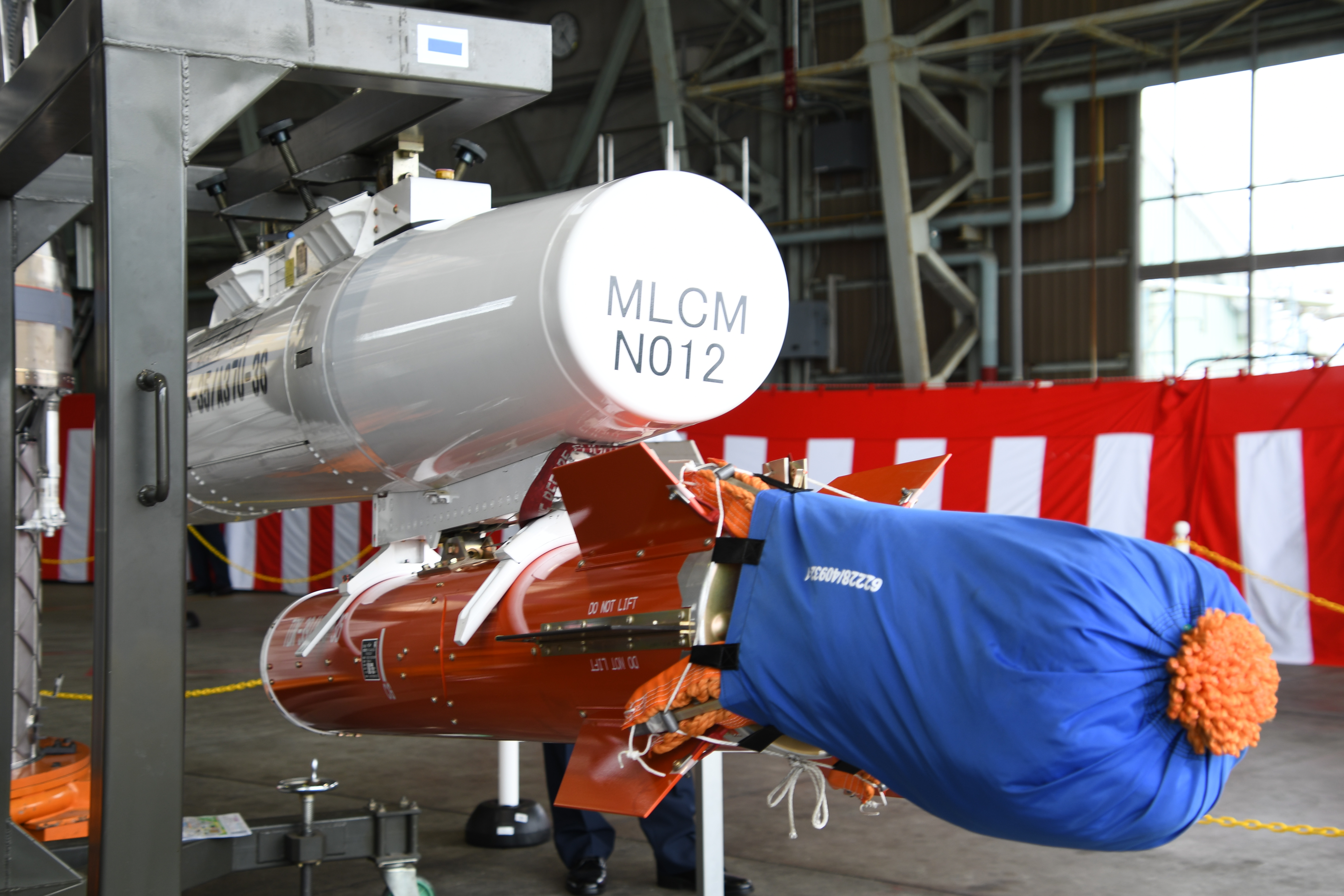
曳航標的後部に青いデプロイメントバッグに収納されたVisual Augmentor Sleeve（オレンジ色のスリーブ）が確認出来る。また、デプロイメントバッグを拘束する白い紐状の物はバッグタイと呼ばれるもので、これがカッター機構により切断されることによってバッグが空気流により吹き飛ばされる。なお、標的曳航装置のシリアル番号（Nxxx）の表記から、この標的曳航装置が日本飛行機製であることが分かる。シリアル番号上のMLCMの表記はシステムの制御機器であるMicroprocessor Logic Control Moduleの略で、このことからECP（技術変更要求）が適用された個体であることを示している。
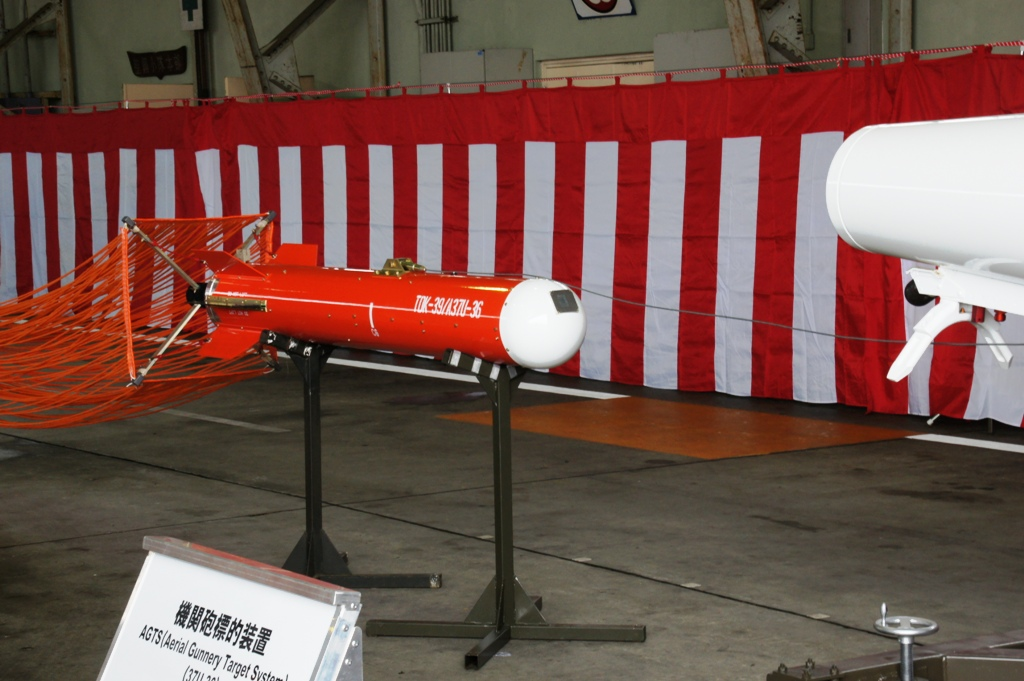
Target Set（曳航標的）後部のVisual Augmenter Sleeve（視認性拡大スリーブ）が開傘している状態。曳航標的内のデプロイ/リリース機構によりスリーブを覆っていたデプロイメントバッグを吹き飛ばした後に、収納状態から機械的に起立させてスリーブを展開させる。なお、標的曳航装置後部にある小さな黒いレドームは曳航標的からのテレメトリー信号を受信するレシーバーアンテナで、アンテナの形状からこの標的曳航装置は比較的初期のモデルであることが分かる[注 4]。
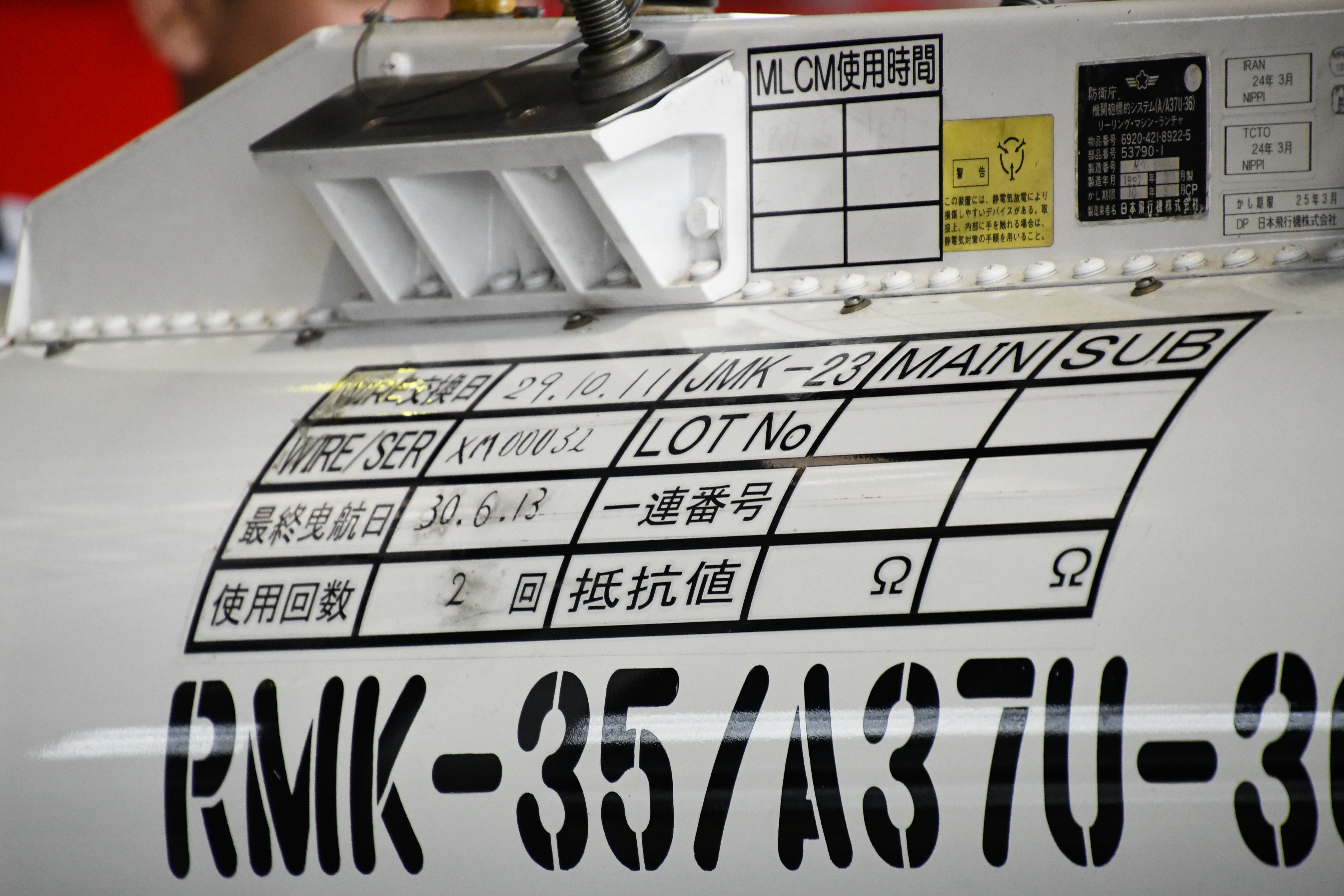
上部の銘版が張られている部分はストロングバッグと言われる搭載母機のエジェクターラックとのインターフェイス部分。また、写真で確認出来る表記から曳航索の切断に使用するインパルスカートリッジJMK-23がMAINとSUBの2系統装備されていることが分かる。このカッターは命数があるので、使用回数を記録している。

## 航空自衛隊での運用
- 近年、航空自衛隊では空対空機関砲射撃訓練が大幅に減少しており、本装置を搭載してF-15Jがフライトするのは殆ど目撃されていない。また、基地祭などでの一般公開展示も2019年以降途絶えている。なお、本邦でライセンス国産を行っている日本飛行機は令和元年度(2019年度)を最後に防衛装備庁及び航空自衛隊第4補給処と本装置関連の調達契約も行っていない[5]。
- 航空自衛隊への調達は、標的曳航装置とVisual Augmentorが防衛装備庁、曳航標的部（FOREBODY）は航空自衛隊第4補給処によって行われており、定期修理等のメンテナンスは航空自衛隊第4補給処と日本飛行機が契約している。
- 航空自衛隊は戦闘機を運用している各航空団で2台ずつ及び予備機数台を保有しているが、調達年度により製造メーカーが異なり、古い順からテレダイン・ブラウン・エンジニアリング（輸入）、サウスウエスト・エアロスペース（輸入）、日本飛行機（ライセンス国産）の3つが混在している。
- 使用する曳航索は東京製綱のアーマードケーブルが使われている。
- 曳航索のカッターは制御/表示パネルのスイッチで作動するものの他に、全くの別系統（エジェクタラックの搭載ストア投棄用を流用）でもう一つ装備されていて冗長性を確保している。そのため、本装置は機体へのアンビリカルケーブルが前後2つある。
- 被弾した曳航標的が回収された場合は、部隊側で補修を行って再使用する。搭載機器も診断検査を行って、再使用可能な場合は製造メーカーへ官給される。
- 航空自衛隊ではF-4EJの退役により、A/A47U-3標的曳航装置を運用出来る機体が無くなり、曳航標的でのミサイル射撃訓練が出来なくなったため、本装置をミサイル射撃訓練が可能なように改修する提案が行われたが採用されなかった。これにより空対空ミサイルの射撃訓練用標的はターゲット・ドローンのみとなった。

## 関連製品

### GT400 Glide Target
メギット・ディフェンス・システムズには本装置を使ったGT-400という滑空標的が存在する。これはGPSを使ったプリプログラム飛翔が可能な滑空標的で、標的曳航装置で一旦安全な距離までリールアウトした後に切り離して滑空させる。最大約40NMの飛翔が可能で、射撃評価装置を内蔵することによりリアルタイムで射撃評価が可能である。ドローンと違い可燃性燃料や危険物を搭載せず、また特別な技能を持った整備士も必要としない。価格も比較的安価とされている。